# Lipaugus weberi
A Lipaugus weberi a madarak osztályának verébalakúak (Passeriformes) rendjébe és a kotingafélék (Cotingidae) családjába tartozó faj.

## Rendszerezése
A fajt Andrés M. Cuervo, Paul Salaman, Thomas M. Donegan és José M. Ochoa írták le 2001-ben.

## Előfordulása
Dél-Amerika északi részén, Kolumbia területén honos. A természetes élőhelye a szubtrópusi vagy trópusi hegyi esőerdők.

## Megjelenése
Testhossza 24–25 centiméter, testtömege 72 gramm.

## Életmódja
Gyümölcsökkel és gerinctelenekkel táplálkozik.

## Külső hivatkozások
- Képek az interneten a fajról
- Xeno-canto.org - a faj hangja és elterjedési területe